# Mergozzolo
Il Mergozzolo, noto anche con il nome di Margozzolo o Massiccio del Mottarone, è un gruppo montuoso delle Alpi Cusiane (dette anche Alpi Insubriche Cusiane) nelle Alpi Pennine. Interessa nel Piemonte la provincia di Novara e la provincia del Verbano-Cusio-Ossola.

## Toponimo
Da sempre intorno ai nomi del Mergozzolo e del Mottarone ci sono state una serie di incomprensioni e sovrapposizioni. Il più delle volte, infatti, nelle carte geografiche il massiccio del Mergozzolo veniva - e viene tutt'oggi - indicato indistintamente col nome della sua vetta principale: il Mottarone. Altre volte, invece, della cima più elevata non veniva fatta alcuna menzione e, pertanto, veniva chiamata con il nome del massiccio (Margozzolo-Mergozzolo). Tuttavia, come già evidenziato nel 1884 dall'avvocato e alpinista piemontese Orazio Spanna, è da precisare che il Mottarone e il Mergozzolo non sono la stessa cosa: “come non sono la stessa il comignolo e la casa”. Infatti, oltre al Mottarone, che ne rappresenta il culmine più elevato ("il comignolo"), il Mergozzolo ("la casa") comprende anche altre cime: Monte Mazzarone, Monte del Falò, Monte Cornaggia. 
Nonostante questa premessa teorica, anche oggi a livello sostanziale il nome "Mergozzolo" è poco diffuso e difatti, più frequentemente, tale gruppo montuoso viene chiamato comunemente "Mottarone" o "Massiccio del Mottarone". Non a caso, la relativa comunità montana di riferimento non fa riferimento al Mergozzolo ma, appunto, al Mottarone: la Comunità Montana Due Laghi Cusio Mottarone e Val Strona soppressa, insieme alle altre comunità montane del Piemonte, con la Legge regionale 28 settembre 2012, n. 11.

## Delimitazione
È delimitato a nord dal fiume Toce, ad est dal Lago Maggiore, ad ovest dal Lago d'Orta e dallo Strona, mentre a sud digrada dolcemente nella pianura novarese percorsa dal fiume Agogna, che ha le sue sorgenti in questa regione montuosa. Dal Mergozzolo nascono anche vari altri corsi d'acqua come il Pescone (affluente del lago d'Orta) e i torrenti Stronetta e Airola-Erno (affluenti del lago Maggiore).

## Classificazione
Secondo la SOIUSA il Mergozzolo è un gruppo delle Alpi Pennine ed ha come codice SOIUSA il seguente: I/B-9.IV-B.4

## Vette
La regione montuosa tocca la sua massima altezza nei 1.491 m s.l.m. del Mottarone.
Tra le altre cime del gruppo si possono ricordare:
- Monte Mazzarone  (1.142 m);
- Monte del Falò (1.081 m);
- Monte Cornaggia (921 m).